# Großzerstörer
Der Großzerstörer war ein Kriegsschifftyp des Ersten und Zweiten Weltkriegs und als solcher eine Sonderform des Zerstörers. Von diesem unterscheidet er sich vor allem durch seine stärkere Artilleriebewaffnung. Nach dem Ende des Zweiten Weltkriegs verlor der Typ zunehmend an Bedeutung.

## Geschichte

### Entwicklung im Ersten Weltkrieg
Die Entwicklungsgeschichte des Großzerstörers ist eng mit der technischen und taktischen Entwicklung des Zerstörers verknüpft. Als Vorläufer können die kleinen und schnellen Aufklärungskreuzer (Scouts) der Royal Navy gelten. Mit der Einführung des Turbinenantriebs im Zerstörerbau wuchsen durch den Geschwindigkeitszuwachs die taktischen Möglichkeiten der Boote – zugleich genügten die bisherigen Fahrleistungen der vorhandenen "Scouts" nicht mehr. Admiral Jacky Fisher, der Reorganisator und Initiator eines umfassenden Modernisierungsprogramms der Navy, sah voraus, dass die neuen großen und schnellen Zerstörer der Tribal-Klasse von 1905 ein Qualitätssprung waren, dem ein gleich schnelles, aber größeres Führungsfahrzeug an die Seite gestellt werden müsste. Daraufhin baute Cammell Laird in Birkenhead die HMS Swift. Swift gilt als Vorläufer aller Großzerstörer. Der gegenüber normalen Zerstörern deutlich höhere Preis hielt die britische Admiralität allerdings bis 1913 davon ab, weitere Schiffe dieser Größenordnung in Auftrag zu geben.
Ab 1910 gaben mehrere südamerikanische Marinen im Zuge des ABC (Argentinien, Brasilien, Chile)-Wettrüstens bei erfahrenen europäischen Werften sehr große und kampfstarke Zerstörer, wie die chilenische Almirante-Lynch-Klasse oder die argentinische La-Plata-Klasse, in Auftrag. Diese Fahrzeuge galten zwar im althergebrachten Denken der europäischen Seekriegstaktiker als für europäische Gewässer zu groß und zu teuer, jedoch setzte anschließend ein Umdenken ein. Seitens der Briten erkannte man zuerst den Wert eines größeren Fahrzeugs, das Führungsaufgaben wahrnehmen und mit der größeren Plattformstabilität Rückhalt für kleinere Boote bieten konnte. Im Bauprogramm 1913 und 1914 ließ die britische Admiralität die sieben Flottillenführer der Marksman-Klasse bauen, denen 1915 die ähnlichen sechs Schiffe der Parker-Klasse folgten. Aufbauend auf diesen Klassen wurden bis Kriegsende 1918 weitere 22 Flottillenführer der V-Klasse, der Shakespeare- und der Scott-Klasse bestellt.
Zeitgleich zu den britischen Überlegungen stellte die italienische Regia Marina ähnliche Überlegungen an und bestellte schon 1914 die kleinen Flottillenführer der Poerio-Klasse und parallel die großen Flottillenführer der Mirabello-Klasse. Nach Kriegseintritt 1915 beschlagnahmte man vier für die rumänische Marine im Bau befindliche Schiffe und reihte sie als Aquila-Klasse in die eigenen Seestreitkräfte ein. Diese Boote waren mit drei 15 cm-Geschützen bewaffnet und wurden wie die Aufklärungskreuzer als Esploratori (Aufklärer) klassifiziert.
Auch auf deutscher Seite war die Kaiserliche Marine nach den durchweg sehr positiven Erfahrungen mit den ursprünglich nach russischen Plänen gebauten Booten der Serie B 97 schnell vom Wert großer Boote überzeugt. Hinzu kam ein chronischer Mangel an schnellen und kampfstarken Aufklärern, dem die wenigen vorhandenen modernen Kreuzer ab der Magdeburg-Klasse nur bedingt abhelfen konnten – zudem wurden diese für die Hochseeflotte dringend benötigt. 1916 gab das Reichsmarineamt dann bei verschiedenen Werften insgesamt 12 große Boote als Amtsentwurf 1916 in Bau. Wegen Arbeitskräfte- und Materialmangel konnte bis zum Kriegsende nur noch das amtlich weiterhin als Großes Torpedoboot bezeichnete Boot SMS V 116 fertiggestellt werden. Es wurde zusammen mit dem erst nach Kriegsende fertiggestellten Boot S 113 an die Siegermächte ausgeliefert. Dort animierten die Boote die Konstrukteure in Frankreich und Italien, neben kleineren Zerstörern sehr kampfstarke und schnelle Großzerstörer entwerfen und bauen zu lassen.
Weitere ausgesprochene Großzerstörer baute ab 1911 auch schon die russische Marine mit ihrem Prototyp-Boot Nowik und den daraus abgeleiteten Nowik-Klassen, von denen insgesamt bis 1916 57 Boote bestellt wurden. Ebenso ließ die österreichisch-ungarische Marine für den schmalen und engen Adriaraum die relativ großen Boote derTátra-Klasse bauen.

### Entwicklung bis zum Zweiten Weltkrieg

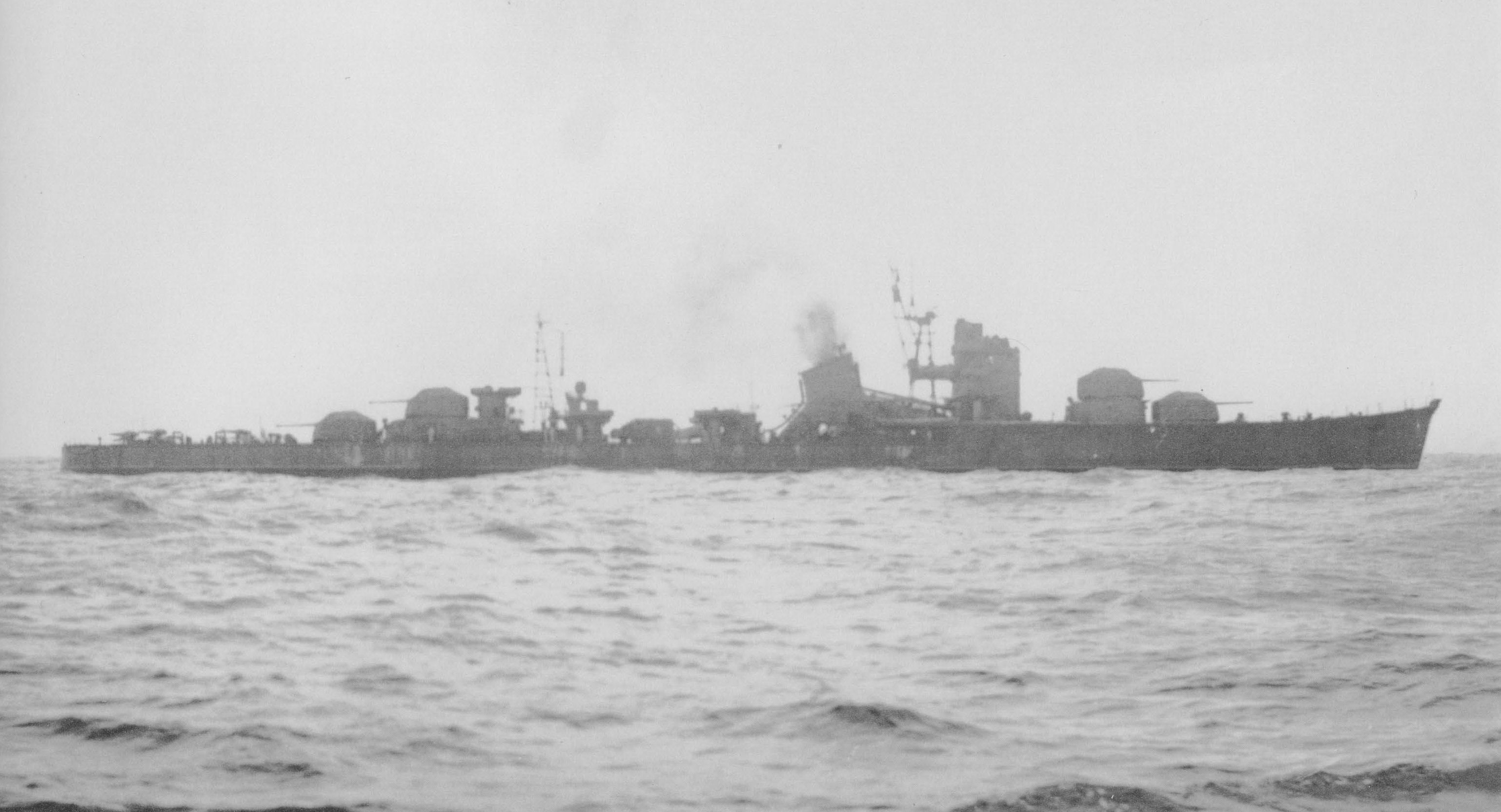
Großzerstörer Hanazuki der Akizuki-Klasse 1944

Nach dem Washingtoner Vertrag von 1922 war es jedem beteiligten Staat gestattet, einen Teil der ihm zustehenden Zerstörertonnage für besonders schwere Schiffe zu verbauen.
Infolgedessen ging Japan zur Entwicklung von Zerstörern mit einer Hauptbewaffnung von sechs 12,7-cm-Kanonen über, weil es damit seine numerische Unterlegenheit auszugleichen hoffte. Obwohl diese sogenannten "Spezialtyp"-Zerstörer seinerzeit einen erheblichen Sprung in Größe und Kampfkraft bedeuteten, war die Entwicklung in anderen Marinen bis zum Beginn des Zweiten Weltkrieges auf einem ähnlichen Niveau angekommen. Als echte Großzerstörer können von japanischer Seite daher nur der im Krieg fertiggestellte Einzelgänger Shimakaze sowie die großen Luftabwehr-Schiffe der Akizuki-Klasse gelten.
Frankreich gab mehrere Klassen von contre-torpilleurs mit einer Hauptbewaffnung von fünf 13-, später fünf oder acht 13,8-cm-Kanonen in Bau, die zum Einsatz gegen Italien vorgesehen waren. Es gab sechs Klassen von französischen Zerstörern, die in die Klasse der Großzerstörer gerechnet werden. Dies sind die jeweils sechs Schiffe der Chacal-Klasse, der Guépard-Klasse, der Aigle-Klasse, der Vauquelin-Klasse, der Le-Fantasque und die zwei Schiffe der Mogador-Klasse. Besonders die Schiffe der Le Fantasque- und Mogador-Klasse zeichneten sich durch sensationelle Leistungsdaten aus und erzielten z. T. Geschwindigkeiten von über 40 kn.
Die italienische Antwort waren zunächst die Leichten Kreuzer der Condottieri-Klassen mit acht 15,2 cm-Geschützen und später der Capitani Romani-Klasse mit acht 13,5-cm-Geschützen. Diese letzteren italienischen Leichten Kreuzer, zu Beginn als Esploratori Oceanici Ozean-Aufklärungskreuzer klassifiziert, übertrafen die französischen Gegenstücke sowohl in der Feuerkraft als auch nochmals bei den Fahrleistungen, indem sie bis zu 42 kn (ca. 77 km/h) laufen konnten.
Jugoslawien hatte vor 1941 ebenfalls einen Großzerstörer, der mit vier 14-cm-Geschützen bestückt war, die Dubrovnik.

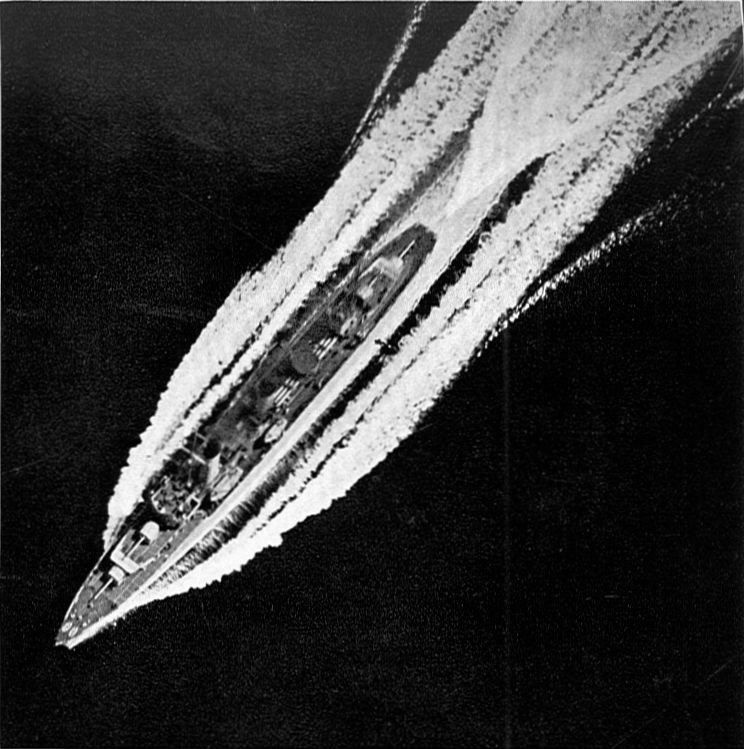
Die Dubrovnik bei hoher Fahrt (37 kn), etwa 1936

Ein Nachzügler dieser Entwicklung war die Sowjetunion, die zunächst mit dem Bau der Großzerstörer der Leningrad-Klasse begann. Diesen folgte die Taschkent-Klasse, von der lediglich das Typschiff, die Taschkent, in Italien in Auftrag gegeben und fertiggestellt wurde. Diese Schiffe trugen fünf oder sechs 13-cm-Geschütze.
Auch einige deutsche Zerstörer des Zweiten Weltkriegs, die Z 23 bis Z 39, erhielten wieder eine überschwere Bewaffnung aus fünf 15 cm-Geschützen. Die sogenannten Spähkreuzer des Z-Plans gingen jedoch bereits über die Dimensionen der Großzerstörer hinaus.

## Einsatz

### Erster Weltkrieg
Die gebauten Zerstörer erfüllten ihren Zweck im Großen und Ganzen. Die italienischen Schiffe wurden eher zur Aufklärung eingesetzt. Für den einzigen deutschen Großzerstörer V 116 fehlen Einsatzerfahrungen.
Die Großzerstörer spielten in diesem Konflikt keine wesentliche Rolle.

### Zweiter Weltkrieg
Allein die französischen Schiffe bewährten sich wirklich. Bedingt durch den Kriegsverlauf operierten sie nicht nur in den europäischen Randmeeren, sondern auch im Indischen und Pazifischen Ozean.
Ein Grundproblem aller Einheiten war ihre Überzüchtung: Dabei war ihre Bewaffnung für die relativ kleinen Schiffsrümpfe zu schwer, was sie zu schlechten Seeschiffen machte und wiederum die Plattformstabilität der Geschütze beeinträchtigte. Außerdem machten die großen Geschützkaliber die Hauptartillerie für die Flugzeugabwehr zu schwerfällig, weswegen zusätzliche FlaK-Bewaffnung mitgeführt werden musste (was nochmals zusätzliches Gewicht bedeutete). Ferner waren sie ungepanzert, wodurch es ihnen für die Konfrontation mit größeren Einheiten an Standfestigkeit fehlte. Einer der größten Nachteile war schließlich ihr meist ungenügender Einsatzradius bzw. Fahrbereich. Letztlich war das Kosten-Nutzen-Verhältnis unausgeglichen, d. h. die Schiffe waren verhältnismäßig teuer mit einer starken Besatzung, obwohl sie als Zerstörer eingesetzt werden sollten, wobei bei letzteren wiederum ein Verlust bei Einsätzen einkalkuliert worden ist – was bei der aufwändigen Bauweise wie den Besatzungsstärken von Großzerstörern nicht tragbar war.
Die französischen und italienischen Schiffe wurden kurz nach Kriegsausbruch als Leichte Kreuzer umklassifiziert, was eigentlich aufgrund der fehlenden Panzerung nicht gerechtfertigt war, aber die Unsicherheit über ihre Verwendungsmöglichkeiten widerspiegelt.

## Zeit nach 1945
Nach dem Zweiten Weltkrieg wurde dieser Schiffstyp nicht mehr gebaut, wovon nur zwei Einheiten der Capitani Romani-Klasse ausgenommen waren, die aber als normale Zerstörer mit leichterer Bewaffnung fertiggestellt wurden. Dem entsprach die Tendenz zum Größenwachstum bei allen Zerstörern der Nachkriegsflotten, deren Dimensionen schon die der früheren Großzerstörer erreichten oder sogar übertrafen.